# تاکویا هیداکا
تاکویا هیداکا (انگلیسی: Takuya Hidaka؛ زادهٔ ۲۶ سپتامبر ۱۹۹۰) بازیکن فوتبال اهل ژاپن است.